# Селред (король Ессексу)
Селред (давн-англ. Sælred, Selered; ? —746) — король Ессексу в 709—746 роках.

## Життєпис
Походив з династії Есвінінгів. Син Сігеріка та онук короля Сігеберта II. Про дату народження і молоді роки нічого невідомо. У 709 році після зречення короля Оффи став новим володарем Ессексу. Його співкоролем напевне був Сігеґерд.
У 715 або трохи пізніше новим співкоролем став Свефберт. Селред володарював у Східному Ессексу. Втім разом з Свефбертом активно діяв проти Вессексу, з яким сперечався за область (колишнє королівство) Суррей. Протягом 720-х років сприяв захопленню більшої частини Суррею. Водночас намагався налагодити гарні стосунки з королівствами Мерсія та Кент.
У 738 році після смерті Свефберта став одноосібним королем Ессексу. Про час панування Селред майже нічого невідомо. Зрештою він виступив проти амбіцій Етельбальда, короля Мерсії. Останній у 746 році вдерся до Ессексу, завдавши поразки його війську. У цій війні Селред загинув. Йому спадкував Світред.

## Родина
- Сігерік, король у 758—798 роках